# Savio Hon Tai-Fai
Savio Hon Tai-Fai, S.D.B. (en chino tradicional: 韓大輝; chino simplificado: 韩大辉; pinyin: Hán Dahui; Hong Kong, 21 de octubre de 1950) es un arzobispo católico, teólogo, filósofo y profesor hongkonés. Es miembro de la congregación católica la Pía Sociedad de San Francisco de Sales, más conocidos como Salesianos de Don Bosco (S.D.B.). Actualmente es Nuncio Apostólico en Malta y en Libia.

## Biografía
Nacido en la región de Hong Kong, el 21 de octubre de 1950. Tras finalizar sus estudios primarios y secundarios, entró en el Seminario católico de la Pía Sociedad de San Francisco de Sales (Salesianos de Don Bosco, S.D.B.) donde realizó su formación eclesiástica y recibió sus primeros votos, hasta el día 17 de julio del año 1982 que fue ordenado sacerdote para la Diócesis de Hong Kong, por el entonces obispo y después cardenal Mons. John Baptist Wu.
Tras ser ordenado pasó a ser sacerdote de las provincias salesianas de Hong Kong, parte de China, Macao y Taiwán.
Al poco tiempo, se trasladó a Inglaterra donde se licenció en Filosofía por la Universidad de Londres y seguidamente fue a Italia donde obtuvo un Doctorado en Teología por la Universidad Pontificia Salesiana (UPS) de Roma.
Durante estos años tras finalizar su formación universitaria, comenzó a ocupar diversos cargos dentro de su congregación y en la Curia Romana, empezado por ser el Secretario provincial de los salesianos. En 1999, se convirtió en miembro de la Pontificia Academia Teológica, en 2002 fue moderador general salesiano y desde 2004 es miembro de la Comisión Teológica Internacional.
A su vez también ha sido profesor de teología en el Seminario de Hong Kong, autor de varias publicaciones relacionadas con la iglesia, especialmente teológicas y responsable de la traducción al idioma chino del Catecismo de la Iglesia católica
Actualmente desde el 23 de diciembre de 2010, tras ser nombrado por el papa Benedicto XVI, es el nuevo Arzobispo titular de la Diócesis de Sila, situada en la provincia romana de Numidia en la cual se sitúa en la actualidad en Argelia; y también es nombrado como nuevo Secretario de la Congregación para la Evangelización de los Pueblos.
Recibió la consagración episcopal el día 5 de febrero de 2011, en la Basílica de San Pedro de la Ciudad del Vaticano, junto también a los recién nombrados arzobispos, Marcello Bartolucci, Antonio Guido Filipazzi y Celso Morga Iruzubieta, teniendo como consagrante al papa Benedicto y como co-consagrantes a los cardenales Angelo Sodano y Tarcisio Bertone.
El 12 de junio de 2012, fue nombrado miembro del Pontificio Consejo para la Promoción de la Unidad de los Cristianos.
Del 6 de junio al 31 de octubre de 2016 fue administrador apostólico sede plena de la archidiócesis de Agaña.
El 7 de febrero de 2017 fue confirmado como miembro del Pontificio Comité para los Congresos Eucarísticos Internacionales  in aliud quinquennium.
El 28 de septiembre de 2017 fue nombrado nuncio apostólico en Gracia.
El 24 de octubre de 2022 fue nombrado nuncio apostólico en Malta y el 18 de mayo de 2023, también nuncio apostólico en Libia.